# Bakterieller Infekt
Bakterieller Infekt ist die umgangssprachliche Bezeichnung einer durch Bakterien verursachten Infektionskrankheit, der immer eine bakterielle Infektion vorausgeht. Dabei sind bakterielle Infektionen etwa von Pilzinfektionen (Mykose), von Protozoeninfektionen etc. abzugrenzen. Synergistisch zusammenwirkende Bakterienspezies sind in der Lage Biofilme zu erzeugen.

## Allgemeines
Beim Menschen ist sehr häufig die Schleimhaut des Atemtrakts und des Verdauungstrakts betroffen.  Das Organ mit der höchsten Inzidenz bakterieller Infektionen ist aufgrund ihrer Eigenschaft als Grenzorgan die Haut selbst.  Viele bakterielle Infekte sind harmlos, können je nach Keim, Ort des Auftretens und Abwehrlage des Wirts aber auch zum Tode führen. So sind Tuberkulose und bakterielle Durchfallerkrankungen noch immer in der jährlich von der WHO veröffentlichten Sterbestatistik weit vorne zu finden.
Aufgrund der zu erwartenden starken Zunahme der COPD stellt diese mit ihren zwei bis drei akuten Exazerbationen pro Jahr ein zunehmendes Problem dar, auch wenn nur ein Teil der Exazerbationen bakteriell bedingt ist. Die häufigsten bakteriellen Erreger sind hier Haemophilus influenzae, Streptococcus pneumoniae, Moraxella catarrhalis, Enterobacteriaceae und Pseudomonas aeruginosa.

## Diagnostik
Die Diagnose erfolgt im niedergelassenen Bereich meist alleine durch die Anamneseerhebung und die Beurteilung des Allgemeinzustands des Patienten. Die genaue Bestimmung des Erregers gelingt erst durch die entsprechende bakteriologische Labordiagnostik. Abstrich, Gewinnung eines Sekrets oder Punktats (im Rahmen einer Bronchiallavage oder Liquorpunktion) und im Falle einer Sepsis die Blutabnahme möglichst während des Fieberschubs dienen der Materialgewinnung. Die Wahl des passenden Transportmediums und der möglichst vollständig auszufüllende Transportschein mit Angabe der Fragestellung an den Labormediziner sind weitere unabdingbare Voraussetzungen zur Anzucht und Bestimmung und der Erreger sowie der Austestung der Keimempfindlichkeit auf unterschiedliche Antibiotika im Labor.
In der ärztlichen Praxis kann die Bestimmung des CRP eine Hilfestellung bei der Unterscheidung von (tief sitzenden) bakteriell bedingten Infekten und Entzündungen/Infekten anderer Ursache geben, dabei aber weder die ärztliche Untersuchung ersetzen noch die Anzahl der Antibiotikaverschreibungen durch niedergelassene Ärzte wesentlich reduzieren.
Die Bestimmung der Procalcitonin-Konzentration im Serum kann zumindest bei der Sepsis eine schnellere Diagnosestellung ermöglichen.

## Therapie
Bakterielle Infektionen werden normalerweise mit Antibiotika behandelt, wobei allergische Reaktionen in der Vorgeschichte des Patienten und die jeweilige lokale Resistenzlage bei der Therapieentscheidung berücksichtigt werden müssen. Gegen Antibiotika resistente Bakterien können mit Bakteriophagen behandelt werden (siehe Phagentherapie).
In der ärztlichen Praxis wird aufgrund des akuten Handlungsbedarfs und der Kosteneffizienz in aller Regel auf eine Erregerbestimmung verzichtet. Neben dem Wissen des Arztes ist somit auch ein großes Maß an sogenannter „ärztliche Kunst“ gefordert. Denn nach der differentialdiagnostischen Frage, ob es sich bei der aktuellen Problematik überhaupt um eine bakterielle Infektion handelt und eine Antibiotikagabe prinzipiell erforderlich ist, sind weitere Entscheidungen erforderlich:
- erfordert der Nachweis von Bakterien (im Falle einer Harnuntersuchung zum Beispiel bei einem liegenden Blasenkatheters der Nachweis von Blut und Nitrit) in diesem Fall die Gabe eines Antibiotikums?
- welches Antibiotikum (oder welche Kombination von Antibiotika)?
- in welcher Dosierung, Frequenz und Dauer?
- in welcher Verabreichungsform?

Beispiele für Notfälle, bei denen die intravenöse Gabe von Antibiotika erforderlich ist, sind eine akute Hirnhautentzündung, das Waterhouse-Friderichsen-Syndrom, jede andere Form einer bakteriellen Sepsis und eine fortgeschrittene Nierenbeckenentzündung.
Die Knochenmarksentzündung stellt aufgrund der schlechten durchblutungsbedingten Knochengängigkeit der meisten Antibiotika ein Problem dar.
Ähnlich verhält es sich bei Infektionen, die auf dem Boden von Durchblutungsstörungen entstehen, z. B. beim diabetischen Fußsyndrom.
Beim Erysipel handelt es sich prinzipiell zwar um eine selbstlimitierte Erkrankung, die hohe Rezidivneigung mit Gefahr der Verödung von Lymphgefäßen und Entwicklung eines Lymphödems erfordert jedoch hochdosierte intravenöse Penizillinverabreichungen.
Mehrfachresistenzen verschiedener Bakterien, so des sog. MRSA (Methicillin-resistenten Staphylococcus aureus) erschweren und verteuern die Behandlung und stellen die Organisation in Krankenhäusern und Pflegeheimen vor große Herausforderungen.

## Prophylaxe
Der Vorbeugung bakterieller Infektionen dienen verschiedene Maßnahmen:

### Hygiene
Ein großes Augenmerk muss den hygienischen Vorschriften und dabei besonderes der Krankenhaushygiene beigemessen werden. Ziel der letzteren ist es, die Zahl der im Krankenhaus auftretenden sogenannten nosokomialen Infektionen zu minimieren. Mit solchen Infektionen ist im Durchschnitt bei 3,5 Prozent aller länger als 48 Stunden dauernden Krankenhausaufenthalten zu rechnen. Harnwegsinfekte, Pneumonien, Wundinfektionen nach chirurgischen Eingriffen und die Sepsis stehen im Vordergrund.

### Impfungen
Impfungen gegen bakterielle Erreger selbst bieten nur einen unvollständigen Schutz. So schätzt man die Schutzdauer beim Impfstoff gegen Haemophilus influenzae auf drei bis sieben Jahre, ähnlich wahrscheinlich Pertussis (Keuchhusten). Die BCG-Impfung gegen Tuberkulose wird nicht in Österreich, jedoch für Länder mit hohen Inzidenzen als höchst kosteneffektive Maßnahme gegen schwere Tuberkulose im Kindesalter empfohlen. Zu den Impfungen gegen Cholera, Typhus siehe dort.
Anders verhält es sich bei Tetanus und Diphtherie, wo gegen das Toxin der Bakterien geimpft wird (siehe Toxoidimpfstoffe).

### Reinfektionsprophylaxe
Um Schäden durch eine Reinfektionen zu verhindern, werden Formen der Infektionsprophylaxe bei rezivierenden Harnwegsinfekten und der Endokarditis durchgeführt.